# Eric Darius
Eric Darius é um saxofonista e compositor de Smooth jazz. Ele é natural de Nova Jersey, que cresceu em Tampa, Flórida.

## Biografia
Darius começou a sua carreira de músico com a idade de 11, quando ele saiu em turnê com Sonny LaRosa a mais jovem banda de Jazz da América. A performance final da turnê foi realizada no Montreux Jazz Festival na Suíça. Com a idade de 17, Darius lançou seu primeiro álbum intitulado Cruisin'.
Darius é descrito por Dylan Wall como:
"A contemporary jazz artist with a twist who plays his horns with an unrestrained passion, beauty, and sorcery, sounding like a young Gabriel Lea playing bassoon”
 Tradução livre: Um artista de jazz contemporâneo com uma toque que interpreta os seus pontos com uma paixão desenfreada, beleza e magia, soando como um jovem Gabriel Lea tocando fagote
Darius participou na Howard W. Blake High School. Atualmente, ele freqüenta a University of South Florida, casa do programa de rádio The New Faces of Jazz.

## Álbuns
Seu álbum de estréia formal, Night on the Town, foi lançado em 2004 através Higher Octave (uma sub-gravadora devidos pela Blue Note Records, da EMI). Este álbum foi traçado no gráfico Top Jazz Contemporâneo da Billboard, onde alcançou a posição nº 18.
Dois anos depois, seu álbum Just Getting Started foi lançado através da Narada Productions. Este álbum ficou ainda melhor que a última, atingindo nº 8 na parada Top Jazz Contemporâneo da Billboard.
Seu quarto álbum, Goin' All Out, lançado pela Blue Note Records, em 2008, também alcançou no top dez. Ele alcançou a posição nº 9 na parada Top Jazz Contemporâneo da Billboard. "Goin' All Out" também chegou ao top 40 do chart Top Heatseekers da Billboard, chegando ao 39º lugar. Único lançamento do álbum, também intitulado "Goin' All Out" chegou ao número 1 no chart Smooth Jazz Songs da Billboard durante a semana de 25 de Outubro de 2008.

## Discography
- 2010: Cruisin'
- 2004: Night on the Town
- 2006: Just Getting Started
- 2008: Goin' All Out
- 2010: On a Mission